# نهائي كأس إفريقيا للأندية البطلة 1974
نهائي كأس أفريقيا للأندية البطلة 1974 هي النسخة 10 من دوري أبطال أفريقيا . توج كارا برازافيل بالكأس على حساب غزل المحلة المصري .

## الفرق
- كارا برازافيل ( جمهورية الكونغو)
- غزل المحلة ( مصر)

## النهائي

### الذهاب
| كارا برازافيل | 4–2   | غزل المحلة |
| ------------- | ----- | ---------- |
|               | تقرير |            |

### الإياب
| غزل المحلة | 1–2   | كارا برازافيل |
| ---------- | ----- | ------------- |
|            | تقرير |               |